# Débora Lamm
Débora Lamm (Rio de Janeiro, 29 de janeiro de 1978) é uma atriz e diretora brasileira. Iniciou sua carreira no Teatro O Tablado, no entanto tornou-se conhecida por seus trabalhos em programas humorísticos. Lamm já recebeu diversos prêmios e indicações em sua carreira, incluindo nomeações para um Prêmio Guarani, um Prêmio Qualidade Brasil e dois Prêmios APTR.
Lamm fez sua estreia profissional na peça infantil A Bruxinha que Era Boa (1999) no papel de "Bruxinha Caolha". Desde então, passou a ser recorrente em diversos espetáculos, destacando-se em produções voltadas para o público infantil, como A Alma Boa de Setsuan (2001), Camaleão na Lua (2002), Leonce e Lena (2004), e O Alfaiate e o Rei (2005). No teatro adulto, esteve em Os Mamutes (2008) e A Ponte (2018), sendo indicada ao Prêmio APTR de melhor atriz em ambas.
Na televisão, seu primeiro trabalho foi na telenovela Um Anjo Caiu do Céu (2001), na TV Globo. Teve destaque em produções como Sabor da Paixão (2002), Celebridade (2003), Correndo Atrás (2004) e Avassaladoras: A Série (2006), nesta última no papel de protagonista. No entanto, seu maior sucesso ocorreu com suas participações em programas humorísticos, como Cilada (2006), Junto & Misturado (2010), pelo qual foi indicada ao Prêmio Qualidade Brasil de Melhor Atriz em Programa de Humor, e Zorra (2015–18). Ainda é reconhecida pelos trabalhos em Geração Brasil (2014), Amor de Mãe (2019) e Todo Dia a Mesma Noite (2023).
No cinema, sua estreia ocorreu na comédia dramática Seja o que Deus Quiser! (2002), trabalho que lhe rendeu a nomeação como Melhor Revelação no Prêmio Guarani de Cinema. Nos anos seguintes, popularizou-se em filmes de comédia, com destaque para Muita Calma Nessa Hora (2010), Cilada.com (2011), Muita Calma Nessa Hora 2 (2014), Como É Cruel Viver Assim (2018), O Palestrante (2022) e L.O.C.A. (2021).

## Carreira

### 1997—05: Início no Tablado e projeção nacional
Débora começou sua carreira no renomado curso de atuação do teatro O Tablado, onde permaneceu por alguns anos chegando a realizar diversas peças de Maria Clara Machado, fundadora do Tablado. Sua estreia em uma peça profissional ocorreu em 1999 em A Bruxinha que Era Boa, onde interpretou a "Bruxinha Caolha" sob a direção de Cacá Muorthé. Na peça infantil de Maria Clara Machado, ela interpreta a bruxa descrita como a melhor da classe, ou seja, a "pior de todas as bruxas". Dois anos mais tarde, em 2001, retorna aos palcos sendo dirigida por Guida Vianna em uma montagem de A Alma Boa de Set-Suan, texto original do escritor alemão Bertolt Brecht que aborda a dificuldade de ser cruel, destacando que a bondade e a generosidade são inerentes ao ser humano.
O ano de 2001 também marcou a estreia de Lamm na televisão. Ela foi escalada para o elenco da novelas Um Anjo Caiu do Céu, de autoria de Antônio Calmon para o horário das sete da TV Globo. Na trama, interpreta  "Alice Maciel", personagem que contrasta com suas amigas Carol (Mariana Hein) e Jô (Janaína Lince) em termos de beleza e ambições. Alice não busca seguir carreira como modelo, vindo de uma família de classe média e estudando Estilismo na Faculdade de Moda. Ela é influenciada por suas amigas em várias áreas de sua vida e é insegura quanto ao seu talento. Apaixonada por Dé (Rodrigo Edelstein), suas emoções mudam quando Adolfinho (Caio Junqueira) entra em cena, transformando sua vida.
Em 2002, Débora Lamm estreou no cinema com a comédia dramática Seja o que Deus Quiser!, dirigida por Murilo Salles. O filme acompanha um grupo de jovens durante um fim de semana repleto de confusões, com Lamm interpretando a personagem "Ruth", viciada em internet. Além de Débora, o elenco é composto por Rocco Pitanga, Caio Junqueira e Ludmila Rosa. O filme recebeu elogios da crítica, ganhando o Troféu Redentor de melhor filme popular no Festival do Rio, e rendeu a Marina uma indicação como Melhor Revelação Feminina no Prêmio Guarani de Cinema. Ainda no cinema, atua no curta-metragem Suspiros Republicanos ao Crepúsculo de um Império, de Rosane Svartman, que aborda a história de se fazer cinema no Brasil. No mesmo ano, em agosto, retorna aos palcos novamente em um texto de Maria Clara Machado, Camaleão na Lua, repetindo parceria com Cacá Mourthé, onde interpretou "Lúcia". Em setembro, volta às novelas em Sabor da Paixão, escrita por Ana Maria Moretzsohn, no papel da jornalista "Paula".
Em 2003, foi escalada para fazer parte do elenco da novela das nove Celebridade, escrita por Gilberto Braga, o que a proporcionou uma maior visibilidade nacional devido à grande audiência da produção. Na trama, que se tornou um marco na teledramaturgia devido aos confrontos entre as personagens das protagonistas Malu Mader e Cláudia Abreu, interpretou "Vitória Souto", uma repórter simpática da revista Fama, o cenário principal da história. Com os términos das gravações da novela, voltou aos palcos com a peça Leonce e Lena, em 2004, uma comédia romântica escrita por Georg Büchner e dirigida por Ricardo Kosovski, onde encarna a "Governanta". No mesmo ano, estrela o especial de fim de ano Correndo Atrás, como a psicóloga "Solange", personagem que compõe o grupo de oito amigos recém formados que não conseguem ingressar no mercado de trabalho. Débora atuou ao lado de Danton Mello, Taís Araújo, Luana Piovani, Pedro Neschling, Miguel Thiré, Fernando Caruso e Rocco Pitanga nos papéis principais. Em 2005, interpreta uma tecelã no espetáculo O Alfaiate e o Rei, texto inédito Maria Clara Machado, adaptação do conto A Roupa Nova do Imperador de Hans Christian Andersen.

### 2006—13: Prosseguimento da carreira na televisão e cinema
Em 2006, transfere-se para a RecordTV para protagonizar a série Avassaladoras. Na produção, que é baseada no filme homônimo de 2002, ela interpreta "Betty", originalmente defendido por Paula Cohen, uma das quatros amigas protagonistas da série. Sua personagem é uma mulher que experimentou um casamento breve e fracassado, marcado por traição. Após retornar à vida de solteira, ela se transforma em uma mulher sedutora e sem limites, devorando homens. A produção conta ainda com Vanessa Lóes, Giselle Itié e Virgínia Cavendish nos demais papéis principais. Neste mesmo ano, retorna aos cinemas no romance 1972, de José Emílio Rondeau, que se passa no período da ditadura militar e tem como pano de fundo o cenário musical daquela década. Ainda em 2006, entra para o elenco principal da série Cilada, criada e protagonizada por Bruno Mazzeo, no Multishow, como "Débora". Permaneceu na série entre a terceira e a sexta temporada, que chegou ao fim em 2009.
Em dezembro de 2007, fez uma participação especial em Malhação como "Clara". No mesmo ano, gravou o documentário O Tablado e Maria Clara Machado em homenagem aos feitos do teatro. Em 2008, Débora realizou participações especiais em seriados da TV Globo, incluindo Faça Sua História, A Grande Família, Guerra e Paz e Casos e Acasos. Em 2009, aparece na novela das seis Negócio da China, de Miguel Falabella, em uma participação especial como "Mariete Gonçalves", sobrinha de "Violante" (Cláudia Jimenez). Em 2010, retorna ao cinema produzindo e estrelando a comédia Muita Calma Nessa Hora, de Felipe Joffily, onde interpreta "Estrella Terra", uma hippie que está a procura de seu pai e acaba encontrando o trio de amigas Mari (Gianne Albertoni), Aninha (Fernanda Souza) e Tita (Andréia Horta), com quem pega uma carona e passa por momentos de grande diversão. Ainda em 2010, estrela a primeira temporada do seriado Junto & Misturado, da TV Globo, onde interpretou diversos personagens em esquetes que retratavam crônicas diárias de forma exagerada. A série teve uma segunda temporada em 2013 e foi cancelada pela emissora.
No mesmo ano, é dirigida por Márcio Garcia na comédia romântica Amor por Acaso, uma coprodução entre Brasil e Estados Unidos protagonizada por Juliana Paes e Dean Cain, atuando em uma participação especial como "Gabriela". Em 2010, criou a companhia de teatro Cia Omondé, realizando diversos trabalhos. Em 2011, volta aos cinemas com a comédia Cilada.com, filme derivado da série Cilada dirigido por José Alvarenga Júnior, interpretando umas das ex-namoradas do protagonista Bruno (Bruno Mazzeo). Em 2012, Lamm volta aos palcos com a peça infantil Coisas que a Gente Não Vê, interpretando a protagonista Yasmin. Sua personagem é uma menina que tem tudo o que quer, mas não consegue parar de chorar. Seus pais, Clara (interpretada por Kelzy Ecard) e Manoel (interpretado por Alexandre Moffati), não entendem o motivo de tanto choro, demonstrando inconscientemente a falta de compreensão sobre algo tão significativo: a importância do carinho como expressão máxima do afeto.
Em 2012, Débora faz uma participação no episódio "A Apaixonada de Niterói" da série As Brasileiras, interpretando o papel de "Julinha". Além disso, neste mesmo ano, ela aparece em episódios da série O Fantástico Mundo de Gregório, no canal Multishow, e no episódio "A Montanha da Morte" da primeira temporada da série Louco por Elas, da TV Globo, no papel de uma vendedora de equipamentos de esportes radicais, "Magrela". Em 2013, estreia a peça Maravilhoso, de Diogo Liberano. Dirigida por Inez Viana, sua personagem é "Estrela", uma jovem que sonha em se tornar destaque em uma escola de samba no Carnaval. Também faz sua estreia como diretora teatral, juntamente com Carolina Pismel, com a comédia Ricardo. A peça apresenta uma série de esquetes que exploram a loucura resultante da solidão, sob uma perspectiva feminina. No mesmo ano, retorna ao teatro infantil com a peça Os Mamutes, na qual interpreta "Isadora", uma menina astuta e perspicaz que cria a história de Leon enquanto está trancada em seu quarto. No enredo imaginado por Isadora, o rapaz tenta conseguir um emprego como fritador em uma rede de restaurantes chamada Mamute's Food, que serve hambúrgueres feitos de carne humana. Na televisão, faz parte do seriado Sem Análise, no Multishow, na pele de diversos personagens ao lado de Tatá Werneck.

### 2014—20: Amadurecimento e versatilidade da carreira
O ano de 2014 marcou a volta de Débora ao elenco fixo de uma telenovela após 10 anos do fim de Celebridade. Ela interpretou "Edna Bentes" em Geração Brasil, escrita por Filipe Miguez e Izabel de Oliveira e exibida no horário das sete da TV Globo. Sua personagem é uma respeitada colunista de tecnologia no renomado site "Fato na Rede", possuindo um vasto conhecimento sobre o mundo tech. Inteligente e espirituosa, ela é uma solteira que desenvolve uma forte amizade com Verônica (Taís Araújo) e Vicente (Max Lima), compartilhando o mesmo apartamento com eles. Neste ano, ela ainda voltou ao cinema na sequência Muita Calma Nessa Hora 2, reprisando sua personagem "Estrella" novamente com a direção de Felipe Joffily. No teatro, volta ao cargo de diretora em Pedro Malazarte e a Arara Gigante. Escrita por Jorge Furtado, a peça narra a história de Janota, um jovem envolvido em um acidente com uma galinha, que busca a ajuda do astuto Pedro para solucionar o dilema.
Ainda em 2014, volta aos palcos atuando na peça Cock - Briga de Galo de Mike Bartlett, vencedora do prêmio Olivier Award em 2010. Protagonizando ao lado de Felipe Lima, Helio Ribeiro e Márcio Machado no elenco, a peça é dirigida por Inez Viana a partir da adaptação de Eduardo Muniz e Ricardo Ventura. A trama aborda o dilema de John, interpretado por Felipe, dividido entre o amor duradouro por M (Márcio) e a paixão repentina por W (Débora), enquanto é confrontado por F (Hélio), pai de M, que duvida de seus sentimentos. Em 2015, entra para o elenco estelar do programa humorístico Zorra, exibido aos sábados pela TV Globo. Interpretando diversos personagens, Débora permaneceu no elenco principal da atração até sua quarta temporada, que foi transmitida em 2019. No ano de 2015, ainda atuou nos espetáculos Infância, Tiros e Plumas como "Marin" e El Pânico como "Anabel". Em 2016, realizou uma participação especial no filme de ficção científica Um Homem Só, de Claudia Jouvin, estrelado por Vladimir Brichta e Mariana Ximenes.
Também em 2016, a atriz protagonizou a peça Fatal com Paulo Verlings. A peça constitui uma trilogia que explora o tema da paixão, inspirada livremente nos mitos e lendas de Kama e Rati, Tristão e Isolda, e Eros e Psiquê. Debora Lamm e Paulo Verlings protagonizam como um casal que relata, em três atos, os apaixonantes encontros desses mitos. Ao lado de Bruno Mazzeo, Fabíula Nascimento, Lúcio Mauro Filho e Thalita Carauta, estrelou uma adaptação do espetáculo de humorístico 5x Comédia, que é composta por uma fusão de cinco monólogos distintos, cada um sem um tema central unificador. Ficou em cartaz com a peça até o ano seguinte. Em 2017, esteve em papel coadjuvante no filme de comédia Chocante, dirigido por Jonhy Araújo e Gustavo Bonafé. Neste mesmo ano, em comemoração aos seus 20 anos de carreira, estrela o espetáculo Mata Teu Pai, um desejo antigo da atriz. Em mais uma colaboração com Inez Viana na direção, o texto é da também atriz Grace Passô. A peça é uma adaptação livre do mito de Medeia, originalmente uma tragédia grega de Eurípides, explorada pela atriz para questionar valores contemporâneos, como o feminismo e o preconceito. Débora é acompanhada por um coro composto por 13 mulheres da região da Gamboa, todas com mais de 65 anos, trazendo uma voz coletiva para a reflexão. "Nossa Medeia tem muito a expressar sobre os desafios atuais, os tempos difíceis em que retrocessos e intolerância predominam", declarou a atriz em entrevista.
Em 2018, estrela com Fabiula Nascimento, Marcelo Valle e Sílvio Guindane o filme de comédia dramática Como É Cruel Viver Assim, dirigido por Júlia Rezende. No filme, Vladimir (Valle), Clivia (Nascimento), Regina (Lamm) e Primo (Guindane) são um grupo de indivíduos solitários e fracassados em busca de um propósito na vida. Quando Regina sugere um plano para sequestrar um homem rico como uma forma de mudar suas vidas, a falta de experiência no crime resulta em uma situação fora de controle para o quarteto. No mesmo ano, estrela com Bel Kowarick e Maria Flor a peça A Ponte. Com o fim de sua atuação no humorístico Zorra (2015–19), gravou uma participação especial na novela teen Malhação: Vidas Brasileiras, no papel de "Guilhermina Laroche", mãe do personagem Tito (Tom Karabachian) que estava desaparecida e dada como morta, mas na verdade estava vivendo fora do país e trabalhando como cantora. No mesmo ano, é escalada para a novela das nove Amor de Mãe, escrita por Manuela Dias. Na trama, interpreta "Miranda", irmã por parte de mãe de Vitória (Taís Araújo) e Natália (Clarissa Kiste). Sua vida é harmoniosa ao lado do marido, o médico Matias (Milhem Cortaz), e dos filhos Nicolas (Gabriel Palhares) e Tomas (Gianlucca Mauad). Optou por não trabalhar para se dedicar inteiramente à família, encontrando felicidade nessa escolha. No entanto, uma descoberta sobre o passado do marido a leva a reavaliar sua perspectiva em relação à vida.

### 2021—presente: Trabalhos recentes
Devido ao avanço da pandemia de COVID-19, a Globo interrompeu as filmagens de Amor de Mãe em 16 de março de 2020. Somente em 10 de agosto, quase cinco meses após a suspensão, as gravações foram retomadas, voltando a ser exibida apenas em 2021. No mesmo ano, Lamm realizou uma participação especial no filme Depois a Louca Sou Eu, dirigido por Júlia Rezende e estrelado por Débora Falabella, interpretando a cartomante "Consteladora". Ainda em 2021, ao lado de Mariana Ximenes e Roberta Rodrigues, protagonizou o filme de comédia L.O.C.A., que trazia as três atrizes como integrantes do grupo de apoio Liga das Obsessivas Compulsivas por Amor (L.O.C.A.), onde as protagonistas se conhecem e planejam juntas vinganças contra os homens que a magoaram amorosamente.
Em fevereiro de 2022, fez uma participação especial na novela Quanto Mais Vida, Melhor!, escrita por Mauro Wilson, no papel de "Drª. Simone Gonçalves". Na trama, sua personagem aparece como a advogada que auxliia "Rose" (Bárbara Colen) no processo de divórcio com "Guilherme" (Mateus Solano). No mesmo ano, atua na série Dates, Likes & Ladrilhos, do Canal Brasil, estrelada por Camila Lucciola, que acompanha a vida de uma mulher que luta para preservar sua saúde mental e buscar amor sem sair de casa durante o período de isolamento social. Na série, faz uma rápida participação como "Laís". Também atua no filme de comédia O Palestrante, dirigido por Marcelo Antunez e estrelado por Fábio Porchat e Dani Calabresa, como "Neide".
Em 2023, integra o elenco coadjuvante da comédia cinematográfica Nas Ondas da Fé, sob a direção de Felipe Joffily, ao lado de Marcelo Adnet e Letícia Lima. O filme apresenta uma sátira às igrejas neopentecostais, especialmente em relação às estratégias lucrativas de captação de recursos financeiros por meio da fé dos fiéis. Em janeiro de 2023, estreia na Netflix a minissérie Todo Dia a Mesma Noite, que aborda ficcionalmente o incêndio na boate Kiss, tragédia que matou 242 pessoas em Santa Maria, no Rio Grande do Sul. Na produção, Débora protagoniza, ao lado de outros atores, como "Silvana Leal", mãe de uma das vítimas do incêndio da boate. No mesmo ano, atua no episódio "Falas da Vida" da minissérie antológica Histórias (Im)Possíveis, como a motorista de aplicativo "Diva", trabalhando ao lado de Andréa Beltrão, Zezé Motta e Jayme Periard. Também volta aos palcos como diretora na peça Selvagem, que explora as memórias de infância negligenciadas de uma criança que não se conforma com os padrões de gênero e sexualidade impostos pela sociedade, e as consequências disso na vida adulta..

## Vida pessoal
Débora sempre foi muito discreta quanto a sua vida pessoal. Lamm manteve um relacionamento com a também atriz Inez Viana. Reservadas sobre seu relacionamento, as atrizes estavam juntas desde 2009. Ao celebrarem uma década de união em 2019, Debora prestou uma homenagem: "Obrigada, minha querida, por cada momento. Caminhando de mãos dadas nesta jornada. Que privilégio. Seu aroma de lavanda é meu refúgio. Seu abraço é meu lar. Continuo dizendo sim para nós", escreveu ela na legenda da postagem. Em 2022, após trezes anos de relacionamento, as atrizes anunciaram a separação.

## Teatro
| Ano     | Título                            | Personagem             | Nota(s)       |
| ------- | --------------------------------- | ---------------------- | ------------- |
| 1999    | A Bruxinha que Era Boa            | Bruxinha Caolha        |               |
| 2001    | A Alma Boa de Setsuan             | Velha                  |               |
| 2002    | Camaleão na Lua                   | Lucia                  |               |
| 2004    | Leonce e Lena                     | Governanta             |               |
| 2005    | O Alfaiate e o Rei                | Tecelã                 |               |
| 2012    | Coisas que a Gente Não Vê         | Yasmin                 |               |
| 2013    | Maravilhoso                       | Estrela                |               |
| 2013    | Ricardo                           |                        | Como diretora |
| 2013–15 | Os Mamutes                        | Isadora                |               |
| 2014–15 | Cock – Briga de Galo              | W                      |               |
| 2014    | Pedro Malazarte e a Arara Gigante |                        | Como diretora |
| 2015    | Infância, Tiros e Plumas          | Marin                  |               |
| 2015    | El Pânico                         | Anabel                 |               |
| 2016    | Fatal                             | Rati / Isolda / Psiquê |               |
| 2016–17 | 5X Comédia                        | Vários personagens     |               |
| 2017–18 | Mata Teu Pai                      | Medéia                 |               |
| 2018    | A Ponte                           | Agnes                  |               |
| 2023    | Selvagem                          |                        | Como diretora |

## Filmografia

### Televisão
| Ano       | Título                         | Personagem                            | Notas                                                               |
| --------- | ------------------------------ | ------------------------------------- | ------------------------------------------------------------------- |
| 2001      | Um Anjo Caiu do Céu            | Alice                                 |                                                                     |
| 2002      | Sabor da Paixão                | Paula Souza                           |                                                                     |
| 2003      | Celebridade                    | Vitória Souto                         |                                                                     |
| 2004      | Correndo Atrás                 | Solange                               | Especial de fim de ano                                              |
| 2006      | Avassaladoras: A Série         | Elizabeth Gimenez (Betty)             |                                                                     |
| 2006-2025 | Cilada                         | Débora Dantas                         | Temporadas 3–8                                                      |
| 2007      | Malhação                       | Clara                                 | Episódio: "13 de dezembro"                                          |
| 2008      | Faça Sua História              | Ivonete                               | Episódio: "O Último Casal Feliz" Episódio: "Eterno Amor"            |
| 2008      | A Grande Família               | Cida                                  | Episódio: "Deixa a Vida Me Levar"                                   |
| 2008      | Guerra e Paz                   | Lídia                                 | Episódio: "Lavanda & Vermelho"                                      |
| 2008      | Casos e Acasos                 | Claudia                               | Episódio: "A Fuga Arriscada, a Nova Namorada e o Recheio do Bolo"   |
| 2009      | Negócio da China               | Mariete Gonçalves                     |                                                                     |
| 2010–13   | Junto & Misturado              | Débora                                |                                                                     |
| 2012      | As Brasileiras                 | Julinha                               | Episódio: "A Apaixonada de Niterói"                                 |
| 2012      | O Fantástico Mundo de Gregório | Ela mesma                             | Episódio: "Gregório e Clarice buscam quem os insultava na internet" |
| 2012      | Louco por Elas                 | Leandra (Magrela)                     | Episódio: "A Montanha da Morte"                                     |
| 2013      | Sem Análise                    | Várias personagens[carece de fontes?] |                                                                     |
| 2014      | Geração Brasil                 | Edna Bentes                           |                                                                     |
| 2015–19   | Zorra                          | Vários personagens                    |                                                                     |
| 2016      | E Aí.. Comeu?                  | Taynara                               | Episódio: "Fratello"                                                |
| 2019      | Malhação: Vidas Brasileiras    | Guilhermina Laroche / Nina Burana     | Episódios: "25 de fevereiro–13 de março"                            |
| 2019–21   | Amor de Mãe                    | Miranda Amorim Junqueira              |                                                                     |
| 2020      | Diário de Um Confinado         | Joana                                 | Episódio: "Exercício"                                               |
| 2022      | Quanto Mais Vida, Melhor!      | Dra. Simone Gonçalves                 | Episódios: "05–26 de fevereiro"                                     |
| 2022      | Dates, Likes & Ladrilhos       | Laís                                  |                                                                     |
| 2023      | Todo Dia a Mesma Noite         | Silvana Leal (Sil)                    |                                                                     |
| 2023      | Histórias (Im)Possíveis        | Diva                                  | Episódio: "Falas da Vida"                                           |
| 2025      | Mania de Você                  | Magda Mendonça                        | Episódios:"17 de fevereiro–28 de março"                             |
| 2025      | Juntas e Separadas             | [ 77 ]                                |                                                                     |

### Cinema
| Ano  | Título                                            | Personagem       | Notas            |
| ---- | ------------------------------------------------- | ---------------- | ---------------- |
| 2002 | Seja o que Deus Quiser                            | Ruth             |                  |
| 2002 | Suspiros Republicanos ao Crepúsculo de um Império | Isabella         | Curta-metragem   |
| 2006 | 1972                                              | Monique          |                  |
| 2007 | O Tablado e a Maria Clara Machado                 | Ela mesma        | Documentário     |
| 2010 | Muita Calma Nessa Hora                            | Estrella         | Também produtora |
| 2010 | Bed & Breakfast                                   | Gabriela         |                  |
| 2011 | Cilada.com                                        | Débora           |                  |
| 2014 | Muita Calma Nessa Hora 2                          | Estrella         |                  |
| 2016 | Um Homem Só                                       | Ruth             |                  |
| 2017 | Chocante                                          | Quezia           |                  |
| 2018 | Como É Cruel Viver Assim                          | Regina           |                  |
| 2021 | Depois a Louca Sou Eu                             | Consteladora     |                  |
| 2021 | L.O.C.A.                                          | Elena            |                  |
| 2022 | O Palestrante                                     | Neide            |                  |
| 2023 | Nas Ondas da Fé                                   | Apostola Deborah |                  |

### Videoclipe
| Ano  | Música                     | Artista    |
| ---- | -------------------------- | ---------- |
| 2010 | "Muita Calma Nessa Hora"   | Leoni      |
| 2010 | "Meu Lugar"                | Red Trip   |
| 2011 | "Tudo Me Faz Lembrar Você" | Jota Quest |

## Prêmios e indicações
| Ano  | Prêmio                                         | Categoria                       | Nomeações                         | Resultado |
| ---- | ---------------------------------------------- | ------------------------------- | --------------------------------- | --------- |
| 1999 | Prêmio Coca-Cola de Teatro Jovem               | Melhor Revelação                | A Bruxinha que era Boa            | Indicada  |
| 2005 | Prêmio Guarani de Cinema Brasileiro            | Melhor Atriz Revelação          | Seja o que Deus Quiser!           | Indicada  |
| 2010 | Prêmio Qualidade Brasil                        | Melhor Atriz de Humorístico     | Junto & Misturado                 | Indicada  |
| 2012 | Prêmio APTR de Teatro                          | Melhor Atriz Principal          | Os Mamutes                        | Indicado  |
| 2012 | Prêmio FITA - Festival Internacional de Teatro | Melhor Atriz                    | Os Mamutes                        | Venceu    |
| 2013 | Prêmio Questão de Crítica                      | Melhor Atriz                    | Os Mamutes                        | Indicada  |
| 2013 | Prêmio Zilka Sallaberry de Teatro Infantil     | Melhor Atriz                    | Coisas que a gente não vê         | Venceu    |
| 2013 | Prêmio Botequim Cultural                       | Melhor Atriz de Teatro Infantil | Coisas que a gente não vê         | Venceu    |
| 2014 | Prêmio Questão de Crítica                      | Melhor Atriz                    | Cock – Briga de Galo              | Indicado  |
| 2014 | Prêmio Zilka Sallaberry de Teatro Infantil     | Melhor Direção                  | Pedro Malazarte e a Arara Gigante | Indicada  |
| 2014 | Prêmio CBTIJ de Teatro Infantil                | Melhor Direção                  | Pedro Malazarte e a Arara Gigante | Indicada  |
| 2020 | Prêmio APTR de Teatro                          | Melhor Atriz Principal          | A Ponte                           | Indicada  |